# Foramen magnum

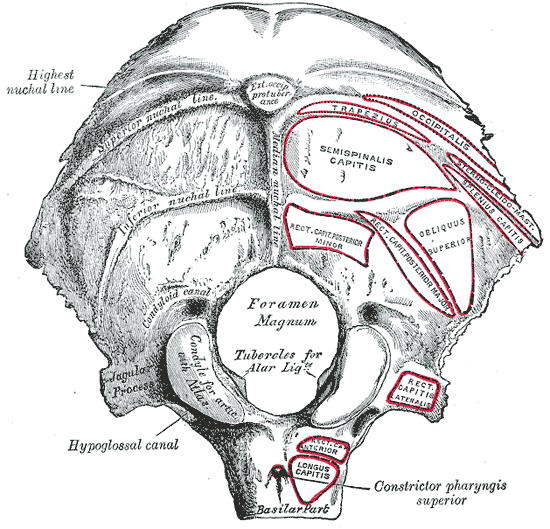
Superfície interna do osso occipital. No centro, o forame magno.

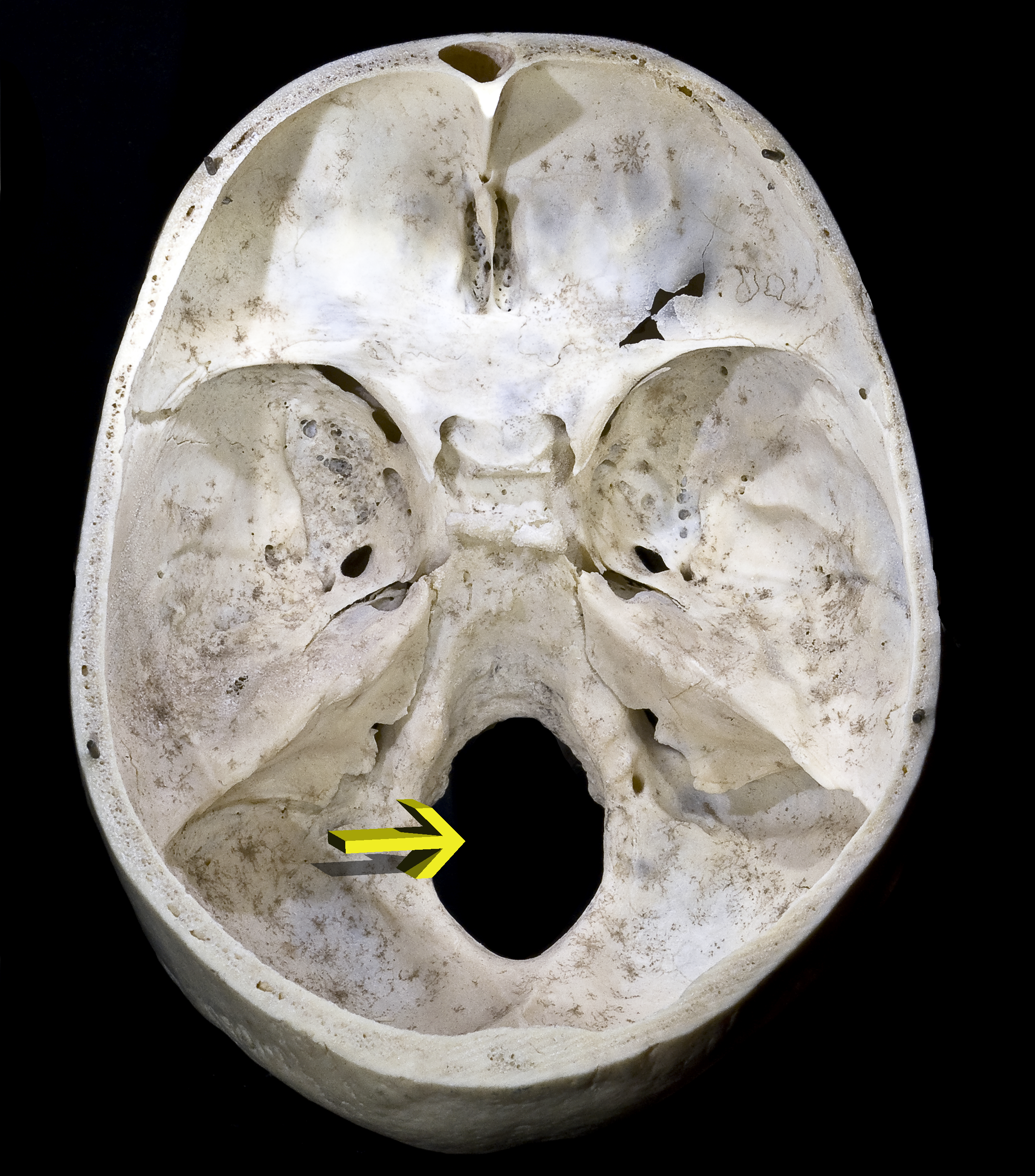
Foramen magnum

Em anatomia,  foramen magnum ou forame magno é a grande abertura através do osso occipital localizada no centro da fossa posterior do neurocrânio. É o maior dos forâmens do crânio e comunica a cavidade craniana com o canal vertebral. Por ele passam os nervos acessórios, o bulbo raquidiano e suas membranas, as artérias vertebrais, as artérias espinhais anteriores e posteriores, a membrana tectória e os ligamentos alares.
Nos humanos, o foramen magnum fica numa posição inferior em relação à posição que ocupa nos grandes macacos. Assim, os músculos do pescoço não precisam ser tão robustos para manter a cabeça ereta. Comparações da posição do foramen magnum em quase todas as espécies de hominídeos são úteis na determinação de quão confortável se encontrava uma espécie em particular quando caminhava como bípede, numa eventual mudança de comportamento de um quadrúpede.